# Embalse de Castrelo
El embalse de Castrelo (en gallego: encoro de Castrelo) es una infraestructura hidrológica construida en el río Miño, en el municipio de Ribadavia, provincia de Orense, Galicia, España.